# デニス・ジャベリン

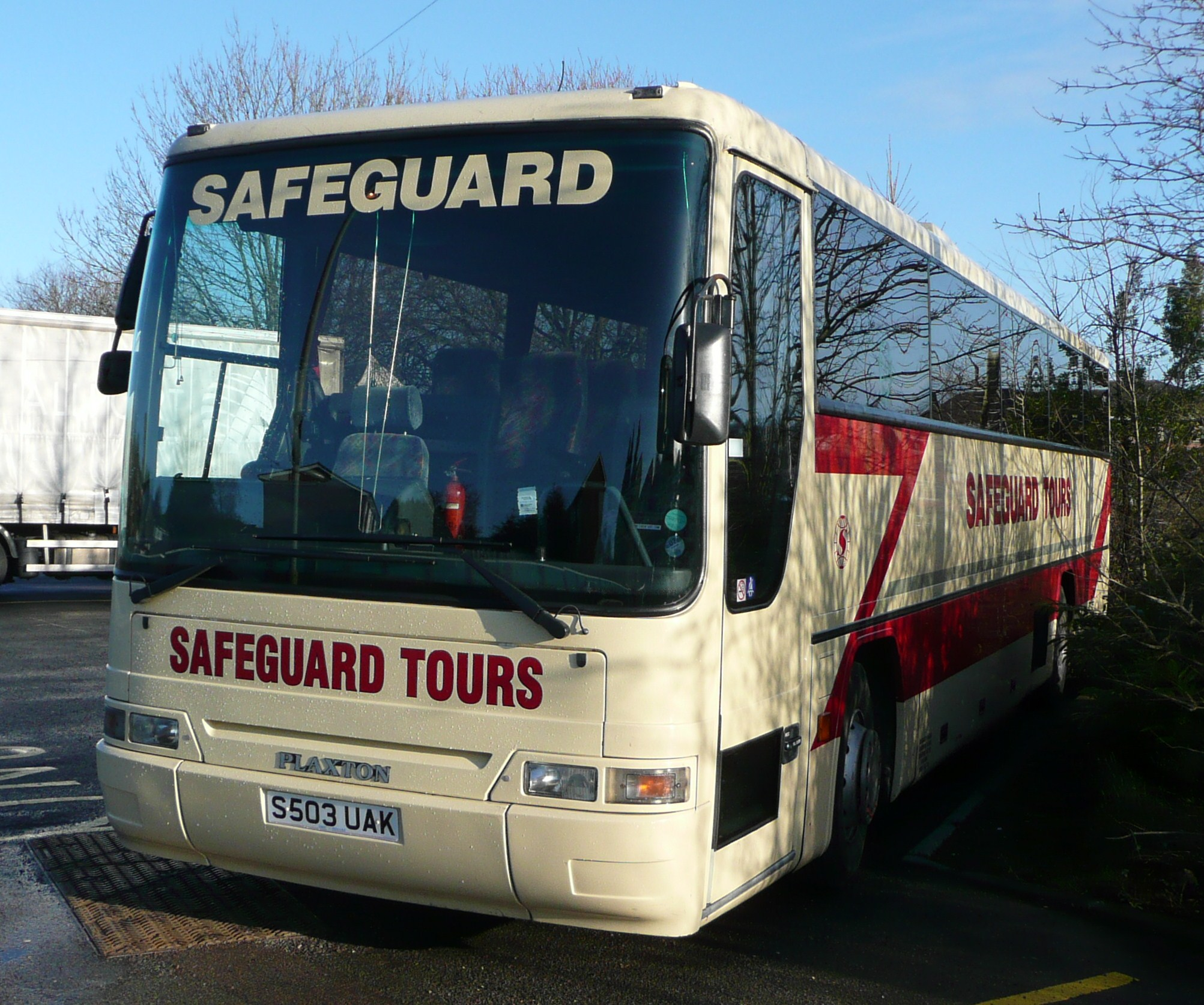
オックスフォードのサリーランド大学(University of Surrey land)の前に駐車中のジャベリン

ジャベリン（javelin）は、イギリスのデニス（現、アレクサンダー・デニス）が生産しているバスの製品である。エンジンが車台の中心部に置かれている。1986年頃に登場したが、デニスがアレクサンダー・となって以降も生産されている。

## 概要
本製品は1986年頃に登場した。最初は11ｍおよび12ｍ二つの長さだけがあり、その後8.5ｍおよび10ｍのタイプが増えた。しかし、8.5メートルのタイプは荷台が設けられない。
手動変速器もしくは自動変速機が選べる。エンジンはカミンズのCクラスが設けられ、その後ISBeクラスに変更されている。
2005年より一時生産が停止していたが、本製品を購入しようと思う買い手がいるので、2007年より再生産が始まった。